# Коллинс, Кора Сью
Кора Сью Коллинс (англ. Cora Sue Collins; 19 апреля 1927 — 27 апреля 2025) — бывшая американская детская актриса, которая снималась в многочисленных фильмах во времена «Золотых лет в Голливуде».

## Биография
Родилась 19 апреля 1927 года в Бекли, штат Западная Виргиния. Позже, вместе с матерью и старшей сестрой, она переехала в Лос-Анджелес, Калифорния.
Кора Коллинс дебютировала в качестве актрисы в фильме «Неожиданный отец» в возрасте пяти лет. В 1934 году её зарплата составляла 250 долларов в неделю.
На протяжении 1930-х и 1940-х годов Коллинс снималась во многих фильмах, включая такие, как «Королева Кристина», «Анна Каренина», «Всё это и небо в придачу». Её последнее появление в кино было в 1945 году, после чего она ушла из шоу-бизнеса в возрасте 18 лет, снявшись в более сорока фильмах.

### Личная жизнь
Кора Коллинс была замужем четыре раза. Первым её мужем был богатый фермер из штата Невада по имени Айвен Стоффер (Ivan Stauffer). Затем она была замужем за Джеймсом Маккэем (James McKay), а вначале 1960-х годов вышла замуж за Джеймса Моргана Кокса (James Morgan Cox). Последним её мужем был владелец театра Гарри Нейс (Harry Nace), который умер в июне 2002 года в возрасте 87 лет.
Появившись вместе с Гретой Гарбо в двух фильмах, Коллинз и Гарбо поддерживали контакты вплоть до смерти последней в 1990 году. Коллинс скончалась 27 апреля 2025 года в возрасте 98 лет.